# 飓风伊莎贝尔对特拉华州的影响
飓风伊莎贝尔对特拉华州的影响导致美国总统乔治·沃克·布什宣布该州为灾区。截至2014年3月，该州一共只有14次经总统宣布成为联邦灾区。飓风伊莎贝尔于2003年9月6日在大西洋热带海域的佛得角附近由一股东风波发展而成。系统朝西北方向前进，进入一片水温较高，风切变很弱的环境后稳步加强，于9月11日达到风速每小时270公里的最高强度。经过四天的强度波动后，飓风逐渐减弱，于9月18日在北卡罗莱纳州的外滩群岛以风速每小时165公里的强度登陆。风暴登陆后迅速减弱，于次日在宾夕法尼亚州西部转变为温带气旋。风暴的中心仍然保持在特拉华州的南面和西面，整个风暴距该州最近时只有约280公里，其时伊莎贝尔仍然拥有强劲热带风暴标准并位于弗吉尼亚州中部。
在伊莎貝爾來襲幾天前，热带风暴亨利剛在特拉華州引發洪災，结果这场飓风又进一步加重了灾情。时速100公里的狂风在州内各地刮倒了大量的树木和电线杆，还吹断了许多树枝，导致至少15300人家中停电。强烈的海浪和风暴潮以及内陆的径流泛滥导致许多低洼地区被淹，全州共因这场风暴而遭受了4000万美元（2003年美元，相当于6625萬2025年美元）的经济损失，不过幸运的是州内没有人员丧生。

## 防灾准备

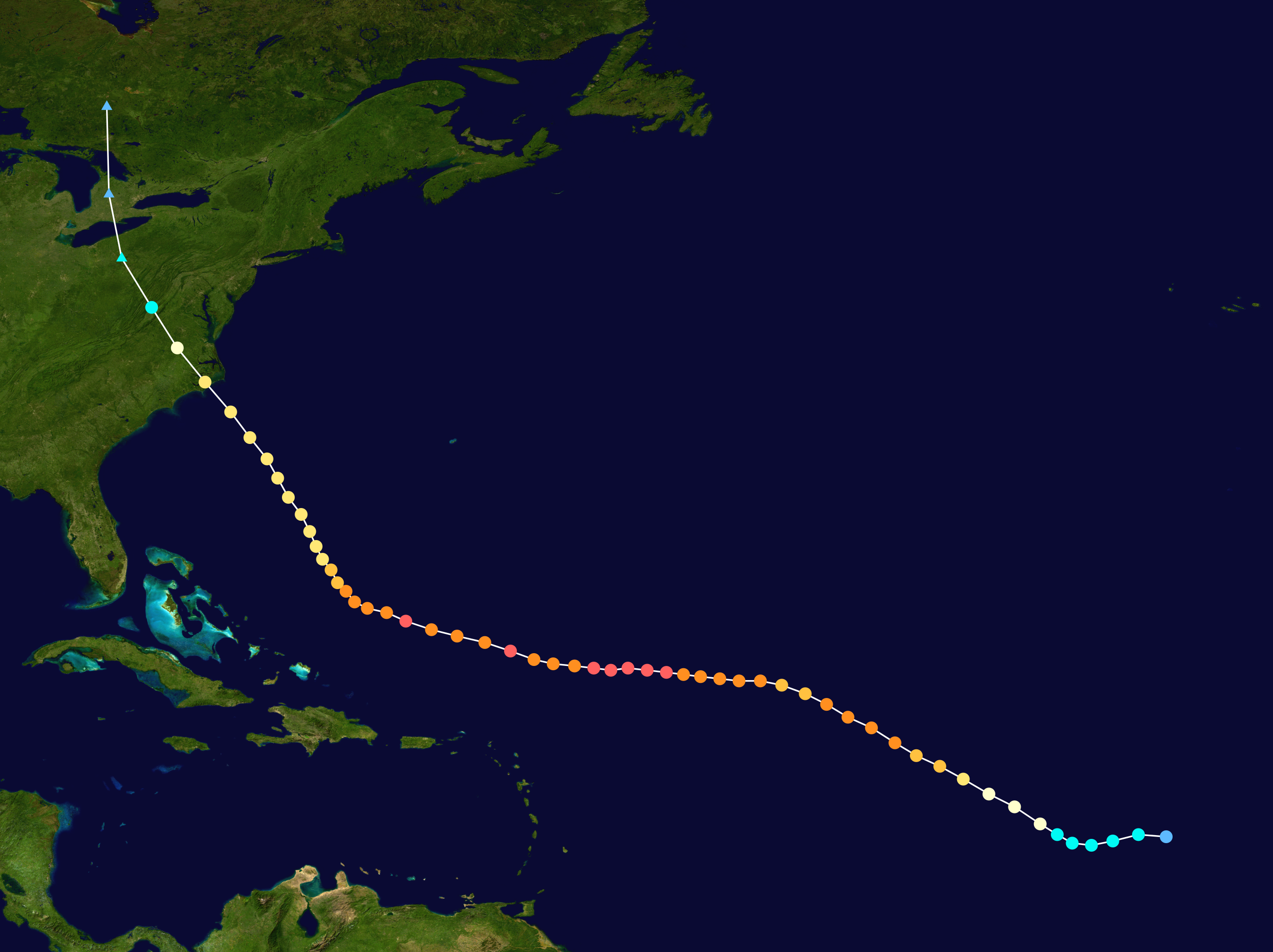
飓风伊莎贝尔的行进路线

9月16日，飓风伊莎贝尔在北卡罗莱纳州外滩群岛登陆前44小时，美国国家飓风中心向特拉华州的全部海岸线区域发布了热带风暴观察预警，并且还曾短暂向沿海地区发布过飓风观察预警。9月17日，伊莎贝尔登陆前26小时，所有观察预警变更为热带风暴警告。这个时候飓风位于大西洋西部上空，并且曾先后三度达到萨菲尔-辛普森飓风等级中的五级飓风强度，气象预测部门估计风暴会向西北方向移动，并且在5天内以风速每小时185公里的大型飓风强度到达刘易斯东南偏南方向约250公里处。虽然飓风所在位置和行进路线还包含有多个不确定因素，但之后的所有预测都认为伊莎贝尔会在北卡罗莱纳州登陆并向西穿越该州后继续前进。
特拉华州州长露丝·安·明纳在飓风来袭前宣布全州进入紧急状态。特拉华州国民警卫队也随之开始对相关防灾工作提供协助。明纳还下令对苏塞克斯县13个低洼地区的居民实行强制撤离。全州共计有787人疏散到了7个由美国红十字会开设的应紧避难所。伊莎贝尔登陆三天前，官方就开始建议游客远离可能受到影响的地区。州长明纳下令所有学校在飓风登陆当天关闭，还建议住在移动房屋中的居民撤离，商店暂时关闭。特拉华大学提前将课程取消。从刘易斯到新泽西州开普梅的轮渡服务也因风暴而予以关闭。特拉华州交通部计划在记录到强烈阵风后对州道通行作出限制。

## 影响

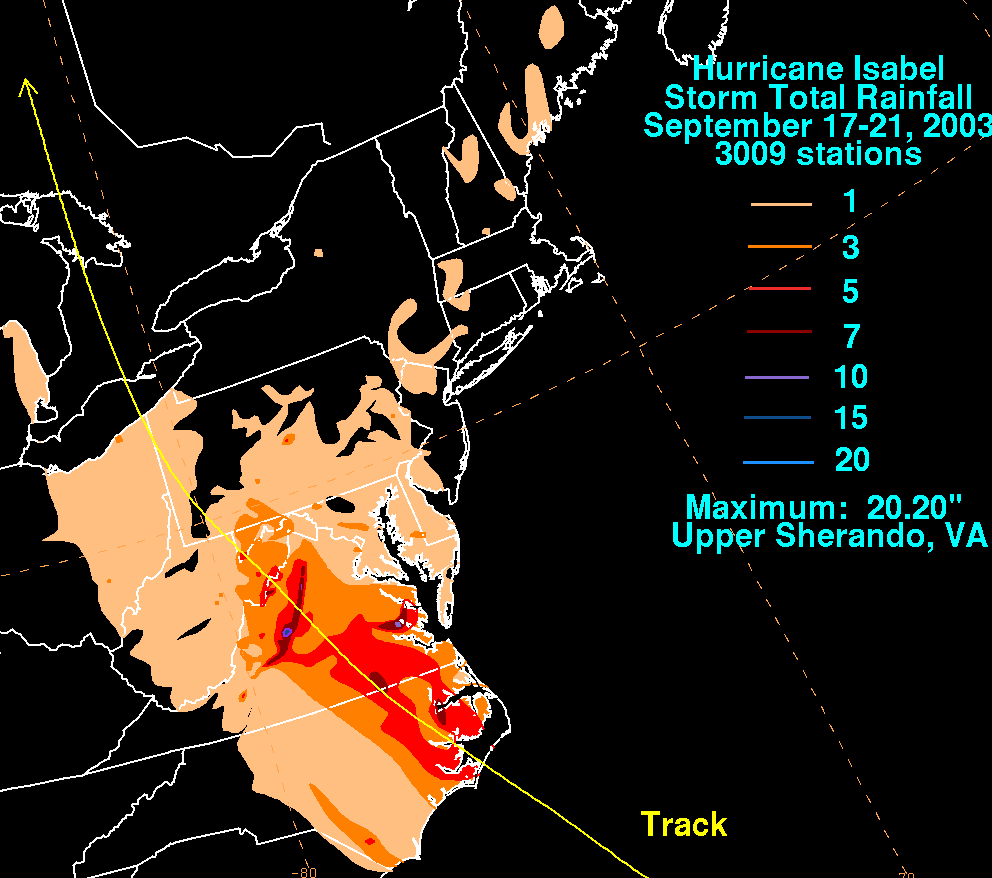
飓风伊莎贝尔的降雨量分布

飓风引起的强烈涌浪产生了中等强度的风暴潮，其中最高的达到2.64米。潮汐仅略高于正常水平，但风暴潮上的大浪导致了海岸侵蚀，其中又以苏塞克斯县最为严重。沿海地区报告出现了高达5.18米的巨浪。洪水突破了贝瑟尼比奇以南的沙丘，特拉华一号公路沿线有多处被淹。伊莎贝尔的大型环流产生的强烈阵风对全州都构成了影响，其中特拉华湾的特拉华州领航塔记录下的阵风时速达到全州最高的113公里。而在陆地上阵风风速最高的则是刘易斯测得的每小时100公里，这里报告的持续风速也达到每小时85公里。局部地区出现暴雨，降雨量最高的格林伍德为48毫米。距海岸线更远的内陆地区也下了大雨，引发中到重度的河流泛滥。克里斯蒂娜河（Christina River）部分河段水位超出洪水标准72.5厘米，而红土溪（Red Clay Creek）位于伍德戴尔（Wooddale）附近河段的水位则超出洪水标准1米。由于飓风产生风暴潮的逼近，地表径流的流速有所放缓。
位于刘易斯的特拉华防波堤最东面的灯塔下层被大浪摧毁，强风还刮破了观察室的窗户，不过一个由8名志愿者组成的小组迅速修复了这些损伤。中等强度的阵风刮倒了许多树木和电线杆，还吹断了许多树枝，导致大面积停电。供电公司的报告表明，伊莎贝尔导致的停电情况是该州有纪录以来最严重的其中一次，至少有15300人在风暴期间失去电力供应，这其中还包括2500位生活在州首府多佛的居民。这些停电导致威尔明顿以北仅有一处交通信号灯仍然能够正常运作。狂风还迫使特拉华河及海湾管理局将特拉华纪念桥的通行限速降至每小时65公里。全州起初有62条道路因洪水、树木或电线杆倒塌而关闭，其中包括第号美国国道在内的8条道路持续关闭了几天，主要是因为洪灾。锡福德、布雷德斯、贝维尤（Bayview）和奥古斯丁海滩（Augustine Beach）都受到了洪灾的影响，其中贝维尤和奥古斯丁海滩的居民因灾情严重被迫疏散。还有多个州立公园报告受灾或是有树木倒塌。全州遭受的经济损失共计达到4000万美元（2003年美元，相当于6625萬2025年美元），不过幸运的是州内没有人员因这场风暴而丧生。

## 善后
飓风伊莎贝尔经过特拉华州两天后的9月20日，州长露丝·安·明纳正式申请联邦政府宣布该州为联邦灾区。当天晚些时候，美国总统乔治·沃克·布什宣布北卡罗莱纳州的36个县，弗吉尼亚州的77个县和自治市，整个马里兰州和特拉华州，以及西弗吉尼亚州的6个县为灾区。这些地区受到风暴影响的家庭和商户因此可以获得联邦救灾基金和应急物资的援助，这也是该州历史上第13次成为联邦灾区，这种情况截止2014年1月也只发生过14次。州和联邦部门在乔治敦和威尔明顿开设了灾难恢复中心，为因伊斯贝尔或几天前的热带风暴亨利遭受损失的人们提供协助。恢复中心关闭前共计有761人次造访。在特拉華州成为联邦灾区一周后，申请援助的特拉華州居民开始收到支票。风暴过去两个月时，共有659位居民申请过援助，他们收到的援助金额刚刚超过100万美元（2003年美元，相当于166萬2025年美元）。联邦紧急事务管理局还收到了来自特拉华州的141份贷款申请，并共计发放了约250万美元（2003年美元，相当于414萬2025年美元）的小型企业管理局贷款。此外，联邦紧急事务管理局还向该州发放了183份公共援助贷款，用于维修或更换公共设施。
共计35批供电企业工作人员与外部承包商一起合作恢复电力供应。风暴过去两天后，全州只有零散地区的2000户用户供电尚未恢复。多佛市内的多个地区停电只持续了约30个小时。当地清理的杂物超过了垃圾场的容量，官员只好将这些杂物暂时放到别处。超过两百名志愿者捐出食品和现金，还腾出时间向风暴灾民提供热腾腾的饭菜。由县官员派出的支援团队将超过300吨被风暴毁坏的物品运送到当地的垃圾填埋场，其中包括家电、地毯和石膏板。两场计划在多佛举行的全國運動汽車競賽協會资格赛因伊莎贝尔的威胁而取消，不过两场比赛最终仍得以如期举行。